# L'Événement
L'Événement is een Franse dramafilm uit 2021, geregisseerd door Audrey Diwan naar een scenario van Diwan en Marcia Romano, gebaseerd op de gelijknamige roman uit 2000 van Annie Ernaux. De hoofdrollen worden gespeeld door Anamaria Vartolomei en Luàna Bajrami en de film wordt verdeeld door Wild Bunch.

## Verhaal
In 1963 raakt Anne, een slimme jonge studente, zwanger en ziet haar kansen om haar studie af te maken haar ontglippen. Terwijl haar eindexamens naderen en haar sociale leven begint te vervagen, vordert Annes zwangerschap, waardoor ze gedwongen wordt de schaamte en pijn van een abortus onder ogen te zien, zelfs als ze daarvoor de gevangenis moet riskeren.

## Rolverdeling
- Anamaria Vartolomei als Anne
- Kacey Mottet Klein als Jean
- Sandrine Bonnaire als Gabrielle Duchesne
- Louise Orry-Diquero als Brigitte
- Louise Chevillotte als Olivia
- Pio Marmaï als leraar Bornec
- Anna Mouglalis als mevrouw Rivière
- Fabrizio Rongione als Dr. Ravinsky
- Luana Bajrami als Hélène
- Leonor Oberson als Claire
- Julien Frison als Maxime
- Alice de Lencquesaing als Laëtitia

## Release en ontvangst
L'Événement ging op 5 september 2021 in première op het 78e Internationaal filmfestival van Venetië, waar de film de Gouden Leeuw won en over het algemeen positieve recensies ontving van critici.

## Prijzen en nominaties
De belangrijkste:
| Jaar | Prijs                    | Categorie    | Genomineerde(n) | Uitslag  |
| ---- | ------------------------ | ------------ | --------------- | -------- |
| 2021 | Filmfestival van Venetië | Gouden Leeuw | Audrey Diwan    | Gewonnen |